# 陳偉洪
陳偉洪（英文：Calvin Chan Wai Hung，1990年11月4日—），生肖屬馬，生於英屬香港，籍貫廣東韶關，現時居於香港。他是2009年香港先生少年組冠軍。他畢業於保良局陳守仁小學和天主教新民書院，曾為香港無綫電視基本藝人合約藝員，現為自由身藝人。

## 背景
2009年6月陳偉洪参加了2009年香港先生選舉。稍後，他入選了決賽成為少年組第1號的候選人。在選舉活動中，陳偉洪稱自己當時是18歲。是該次香港先生選舉最年輕的參選者。在比賽中期開始，在TVB.COM2009香港先生官方網站的人氣榜上由後排位置逐漸升上至第二位。
陳偉洪在特備節目「當香港小姐遇上香港先生」上嬴得三個名銜，分別是《 香港小姐眼中最具領度能力香港先生》、《香港小姐眼中最具觀察能力香港先生》和《香港小姐眼中的香港先生》。
2009香港先生總決賽中陳偉洪奪得了2009香港先生的少年組冠軍；總名次則敗於盛年組冠軍許家傑手上。
2009年8月14日陳偉洪加入無綫電視成為旗下代理人合約男藝員。另外他於同年的11月成為了該台開辦的第24期藝員訓練班學員之一，並於2010年2月27正式畢業。
於2011年的《點解阿Sir係阿Sir》飾演蔣進一角令其人氣急升。
於2012年的《幸福摩天輪》飾演「機神」楊子基，與鍾嘉欣、陳智燊、樂瞳、蔣志光等人共同主演，是其入行至今最多戲份的劇集。
2019年，陳偉洪參加2019 PCA HK PRO & HKBPSF Championships「男子運動模特組」。
2021年5月離開無綫電視，轉為自由身藝人。

## 演出作品

### 電視劇（無綫電視）
| 首播   | 劇名               | 暱稱/角色                                          |
| 2010年 | 依家有喜           | 米                                                 |
| 2010年 | 居家兵團           | 地產經紀                                           |
| 2011年 | 隔離七日情         | 泳客                                               |
| 2011年 | 你們我們他們       | Ian                                                |
| 2011年 | 魚躍在花見         | 病人                                               |
| 2011年 | 洪武三十二         | 傅府護院                                           |
| 2011年 | 女拳               | 苦主                                               |
| 2011年 | 點解阿Sir係阿Sir   | 蔣進                                               |
| 2011年 | 誰家灶頭無煙火     | Stanley (第27集)、Alan (第70集)                    |
| 2011年 | 花花世界花家姐     | 年青游棠 (第11集)                                  |
| 2011年 | 怒火街頭           | 酒樓員工                                           |
| 2011年 | 團圓               | 婚紗店顧客 (第16集)                                |
| 2011年 | 真相               | 副手                                               |
| 2011年 | 紫禁驚雷           | 爾豪朋友 (第3集)                                   |
| 2011年 | 潛行狙擊           | Hit Team                                           |
| 2011年 | 不速之約           | 藥廠職員                                           |
| 2011年 | 九江十二坊         | 山賊 (第15集)                                      |
| 2011年 | 法證先鋒III        | 方世榮（Jay）(第20集)                              |
| 2011年 | 我的如意狼君       | 啟豐職員                                           |
| 2011年 | 結·分@謊情式       | 籃球員 (第43集)                                    |
| 2012年 | 換樂無窮           | 收銀員 (第11集)                                    |
| 2012年 | 缺宅男女           | 大學同學 (第12集)、教練 (第13集)                   |
| 2012年 | 4 In Love          | 外賣仔                                             |
| 2012年 | On Call 36小時     | 年青人 (第4集)                                     |
| 2012年 | 東西宮略           | 打手 (第7集)、厲近身 (第19, 21集)、陽親兵 (第25集) |
| 2012年 | 當旺爸爸           | 郭壽城                                             |
| 2012年 | 耀舞長安           | 大口蘭之夫                                         |
| 2012年 | 愛·回家 (第一輯)   | 梁松蔭 (第23、156、211集)、餅店工人 (第36集)       |
| 2012年 | 衝呀！瘦薪兵團     | 陳信武                                             |
| 2012年 | 護花危情           | 陳碩龍                                             |
| 2012年 | 回到三國           | 江強                                               |
| 2012年 | 造王者             | 琛                                                 |
| 2012年 | 巴不得媽媽...      | 狗場職員 (第6-7集)                                 |
| 2012年 | 天梯               | 醫生 (第8集)                                       |
| 2012年 | 幸福摩天輪         | 楊子基（機神）                                     |
| 2012年 | 法網狙擊           | 李勤 (第1集)                                       |
| 2013年 | 初五啟市錄         | 阿銅                                               |
| 2013年 | 戀愛季節           | 男伴 (第6集)                                       |
| 2013年 | 女警愛作戰         | 酒吧侍應 (第17集)                                  |
| 2013年 | 情越海岸線         | 亞龍                                               |
| 2013年 | 好心作怪           | 職員（第7集）                                      |
| 2013年 | 情逆三世緣         | ICAC（第30-31集）                                  |
| 2013年 | 神鎗狙擊           | 亞洲狙擊手（第10集）                               |
| 2013年 | 巨輪               | 泉仔                                               |
| 2013年 | 法外風雲           | Ben                                                |
| 2013年 | 舌劍上的公堂       | 外省人（第11集）                                   |
| 2014年 | 叛逃               | 宋炳仁                                             |
| 2014年 | 廉政行動2014       | 掃黃隊隊員（第5集）                                |
| 2014年 | 寒山潛龍           | 壯男                                               |
| 2014年 | 載得有情人         | France                                             |
| 2014年 | 再戰明天           | 崔明信                                             |
| 2014年 | 飛虎II             | 胡細良                                             |
| 2015年 | 四個女仔三個BAR    | 書記                                               |
| 2015年 | 天眼               | 陳永豪                                             |
| 2015年 | 鬼同你OT           | 阿力（第13集）                                     |
| 2015年 | 陪著你走           | Jason                                              |
| 2015年 | 枭雄               | 盧永嘉                                             |
| 2015年 | 刀下留人           | 陳兄                                               |
| 2016年 | 愛情食物鏈         | 二廚（第3集）                                      |
| 2016年 | 鐵馬戰車           | 卓日朗（Calvin）                                   |
| 2016年 | 警犬巴打           | 宅男（第8-9集）                                    |
| 2016年 | 殭                 | 萬堯舜                                             |
| 2016年 | 純熟意外           | 何智聰（Smart）                                    |
| 2016年 | 愛·回家之八時入席  | 新助導（第48集）                                   |
| 2016年 | 一屋老友記         | 張震                                               |
| 2016年 | 律政強人           | Johnny（第20-21集）                                |
| 2016年 | 流氓皇帝           | 小販管理隊（第5集）                                |
| 2016年 | 巾幗梟雄之諜血長天 | 周細明                                             |
| 2017年 | 與諜同謀           | 打 手（第9集）                                     |
| 2017年 | 全職沒女           | 前台部職員                                         |
| 2017年 | 不懂撒嬌的女人     | Mario                                              |
| 2018年 | 平安谷之詭谷傳說   | 黃 鋒                                              |
| 2018年 | 跳躍生命線         | 余國榮（大隻）                                     |
| 2018年 | 兄弟               | Marlon Go（第1、3集）                              |
| 2019年 | 鐵探               | 李顯仁                                             |
| 2019年 | 白色強人           | 洪祿榮                                             |
| 2019年 | 愛·回家之開心速遞  | 刑鐵男、Dicky                                      |
| 2019年 | 十二傳說           | 江兆夫                                             |
| 2019年 | 她她她的少女時代   | DPC教練                                            |
| 2019年 | 解決師             | 關成海                                             |
| 2020年 | 黃金有罪           | 經 紀（第1集）                                     |
| 2020年 | 機場特警           | 蘇漢森                                             |
| 2020年 | 降魔的2.0          | Cary                                               |
| 2020年 | 反黑路人甲         | 真實蔣世龍                                         |
| 2020年 | 使徒行者3          | 保安局情報員                                       |
| 2021年 | 逆天奇案           | 袁洪烈（Rocky）                                    |
| 2021年 | 一笑渡凡間         | 丁進                                               |
| 2021年 | 寶寶大過天         |                                                    |
| 2021年 | 我家無難事         | 小新                                               |
| 2021年 | 換命真相           | 港鐵工程師                                         |
| 2021年 | 拳王               | 古皓鵬                                             |
| 2022年 | 鐵拳英雄           | 街坊                                               |

### 電視劇（ViuTV）
- 2022年：《冥冥之中》 飾 丘健邦

### 綜藝節目
- 2009年9月12日--《愛情研究院》第72集嘉賓
- 2009年11月18、25日--《香港小姐相約在湖南》嘉賓主持
- 2010年5月1日--《荃加福祿壽》第6集 Sat in the City 飾 酒保
- 2016年9月30日--《你健康嗎？（第二輯）》

### 大型節目
- 2009年11月19日--《萬千星輝賀台慶2009》(代表香港先生作序幕演出)

### 廣告
- 2011年 - 京都念慈菴
- 2011年 - 香港蘇寧鐳射電器-Nikon D7000篇
- 2020年 - Cashing Pro網上特快借貸財務公司 （页面存档备份，存于）
- 2023年 - 卓營方最強關節修護組合
- 2023年 - 卓營方髮自信 Pro Hair 10000

### MV演出
2019 不是富二代

## 獎項
- 2009年：香港先生選舉少年組冠軍
- 2009年：香港小姐眼中最具領度能力香港先生
- 2009年：香港小姐眼中最具觀察能力香港先生
- 2009年：香港小姐眼中的香港先生

## 外部連結
- 陳偉洪官方論壇
- 陳偉洪新浪微博 （页面存档备份，存于）
- 陳偉洪的Instagram帳戶
- 陳偉洪官方Facebook群組
- BLOG - 陳偉洪 （页面存档备份，存于）
- 香港先生2009首晤傳媒 （页面存档备份，存于）
- 香港先生2009面試情況 （页面存档备份，存于）